# Лесин
Лесѝн (на френски: Lessines) е град в Западна Белгия, провинция Ено. Намира се на 40 км югозападно от Брюксел. Населението му е 18 552 души (по приблизителна оценка към 1 януари 2018 г.).
В Лесин е роден художникът Рене Магрит (1898 – 1967).